# Grand Prix Niemieckiej Republiki Demokratycznej
Grand Prix Niemieckiej Republiki Demokratycznej, oryg. Großer Preis der Deutschen Demokratischen Republik – organizowany w latach 1958, 1962–1966 oraz 1973–1975 wyścig samochodowy na torze Sachsenring według przepisów Formuły 3, Formuły Junior oraz klasy C9.

## Historia

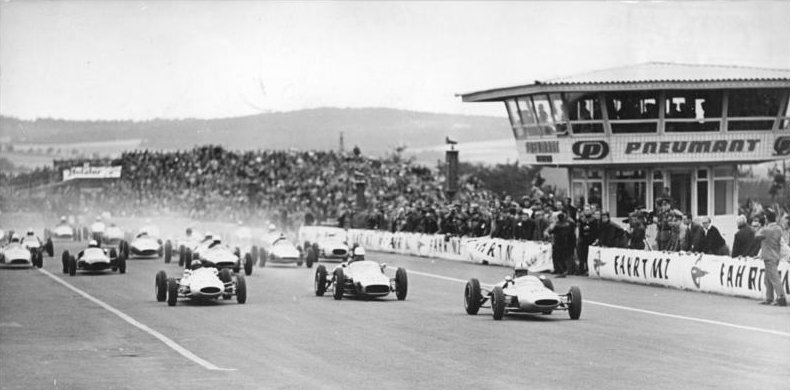
Grand Prix NRD w 1962 roku

Pierwszą edycję Grand Prix NRD rozegrano w roku 1958 w ramach mistrzostw Wschodnioniemieckiej Formuły 3. Organizatorami wyścigu byli ADMV oraz MSC Hohenstein-Ernstthal. Wyścig odbywał się na torze Sachsenring o długości 8,731 km. Pierwszym zwycięzcą został Curt Lincoln na Cooperze, a w klasyfikacji mistrzostw Wschodnioniemieckiej Formuły 3 – Willy Lehmann w Scampolo. Po przerwie w latach 1959–1960, w 1961 zorganizowano na Sachsenringu Grand Prix NRD, jednak były to tylko zawody motocyklowe. W 1962 roku Grand Prix NRD odbywało się według przepisów Formuły Junior. W 1964 roku powrócono do rozgrywania wyścigów według przepisów Formuły 3. Wówczas to nieznacznie skrócono tor, do długości 8,614 km. Edycja ta poza wyścigiem w ramach mistrzostw NRD odbył się również międzynarodowy wyścig Paul Greifzu Gedächtnislauf (memoriał ku czci Paula Greifzu); oba zawody wygrał Max Byczkowski. Rok później w ramach Grand Prix NRD miały odbyć się eliminacje mistrzostw Wschodnioniemieckiej Formuły 3 oraz Pucharu Pokoju i Przyjaźni, jednakże drugi z zaplanowanych wyścigów odwołano z powodu mgły. Po edycji z 1966 roku, którą wygrał Kurt Ahrens jr, ponownie pod nazwą Grand Prix NRD rozgrywano tylko wyścigi motocyklowe.
Samochodowy wyścig o Grand Prix NRD powrócił po upadku Wschodnioniemieckiej Formuły 3, w 1973 roku w ramach Wyścigowych Mistrzostw NRD. Rozgrywano wówczas zawody wśród samochodów turystycznych (do 1300 cm³ i do 1600 cm³), a także wśród samochodów wyścigowych (klasa C9 do 1300 cm³). Zwycięzcą międzynarodowego wyścigu klasy C9 został Albín Patlejch, ścigający się MTX. Ostatnia edycja zawodów o samochodowe Grand Prix NRD odbyła się w 1975 roku, a wygrał ją Jiří Rosický.

## Zwycięzcy
| Sezon | Kierowca                | Samochód           | Tor         | Wyniki | Źródło |
| ----- | ----------------------- | ------------------ | ----------- | ------ | ------ |
| 1958  | Curt Lincoln            | Cooper T42-Norton  | Sachsenring | Wyniki | [ 2 ]  |
| 1962  | David Riley             | Cooper T59-BMC     | Sachsenring | Wyniki | [ 8 ]  |
| 1963  | Frieder Rädlein         | Melkus 63-Wartburg | Sachsenring | Wyniki | [ 9 ]  |
| 1964  | Max Byczkowski          | Melkus 64-Wartburg | Sachsenring | Wyniki | [ 3 ]  |
| 1965  | Charles Crichton-Stuart | Brabham BT10-Ford  | Sachsenring | Wyniki | [ 4 ]  |
| 1966  | Kurt Ahrens jr          | Brabham BT18-Ford  | Sachsenring | Wyniki | [ 5 ]  |
| 1973  | Albín Patlejch          | MTX 1107-Škoda     | Sachsenring | Wyniki | [ 6 ]  |
| 1974  | Heiner Lindner          | HTS-Łada           | Sachsenring | Wyniki | [ 10 ] |
| 1975  | Jiří Rosický            | MTX 1-02-Škoda     | Sachsenring | Wyniki | [ 7 ]  |